# 비크람 차우드리

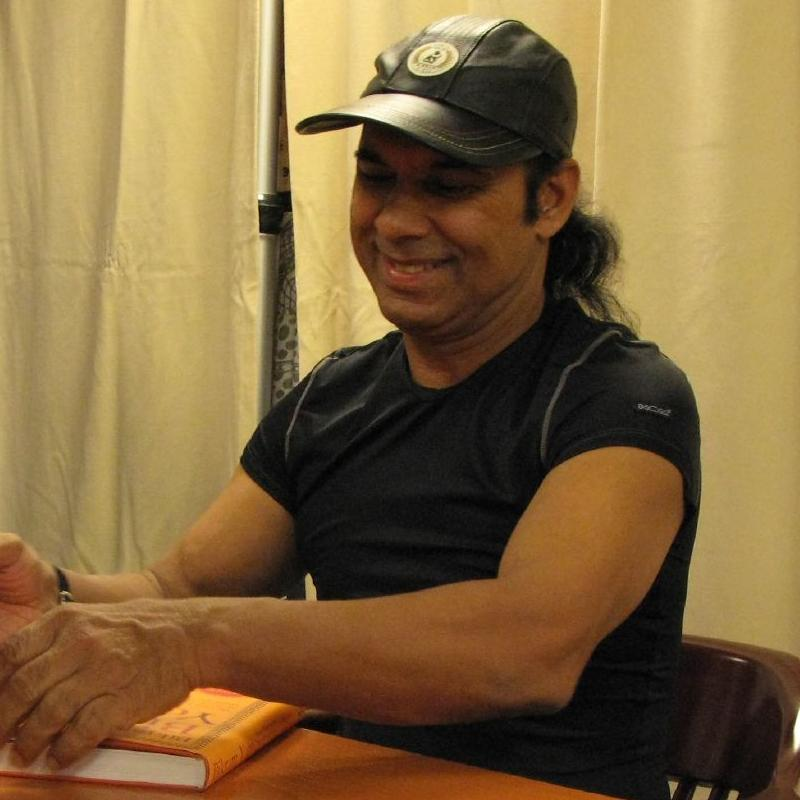
2007년 뉴욕, 자서전 사인회에서의 비크람 차우드리.

비크람 차우드리(Bikram Choudhury / 1944년 2월 10일 ~ ) 또는 비크람 초드리는 인도계 미국인인 요가 강사이다. 핫요가의 창시자로 알려져있으며 자신의 이름을 건 비크람 요가의 창시자이기도 하다. 인도 캘커타에서 태어난 그는 3살 때부터 요가를 배웠다. 10대 때부터 3년 연속 인도 국제 요가 대회에서 우승할 정도로 실력이 뛰어났다. 그러나 실제로 우승을 했는지는 입증되지 않았다. 1970년대에 미국으로 이주하여 캘리포니아와 하와이에 요가 스튜디오를 설립했다. 1984년에 인도의 요가 치료사와 결혼하였고 2016년 5월 이혼했다. 데이비드 베컴, 마돈나, 레이디 가가 등 수많은 스타들이 그의 요가 수업을 들었다.
요가 수강생을 성추행 및 성폭행한 사건으로 몇개의 소송 건이 있다.

넷플릭스 다큐멘터리 <Bikram: Yogi, Guru, Predator(비크람: 요가 그루의 두 얼굴)>,2019
비크람 차우드리는 넷플릭스 다큐멘터리의 주인공이다. 이 다큐에 따르면 비크람 차우드리는 본인에게 강사 교육을 듣는 여성들에게 지속적으로 성폭행 및 강간을 저질렀다. 비크람의 이름을 딴 요가 스튜디오가 상업적으로 성공하자, 본인의 이름을 딴 요가 스튜디오를 설립할 수 있도록 하는 9주간의 강사 교육을 시작했다. 이 9주간의 교육 기간 동안 수강생들은 같은 호텔에서 머무르며 교육을 받게 되는데 이 기간 많은 여성들을 성폭행 한 것으로 알려졌다. 미국 내에서는 여전히 도망자 신세지만 멕시코, 스페인 등에서 여전히 강사 교육을 진행하고 있다.